# مارینیو شاگاس
مارینیو شاگاس (پرتغالی: Marinho Chagas; ۸ فوریهٔ ۱۹۵۲ – ۳۱ مهٔ ۲۰۱۴) بازیکن فوتبال اهل برزیل بود.
از باشگاه‌هایی که در آن بازی کرده‌است می‌توان به باشگاه فوتبال نائوچیکو، باشگاه فوتبال فلومیننزه، باشگاه فوتبال سائو پائولو، باشگاه فوتبال بوتافوگو، و باشگاه ورزشی فورتالزا اشاره کرد.
او همچنین در تیم ملی فوتبال برزیل بازی کرده‌است.